# 明治一代女 (1955年の映画)
『明治一代女』（めいじいちだいおんな）は、1955年に公開された伊藤大輔監督の日本映画。
川口松太郎の同名小説が原作。

## スタッフ
以下のスタッフ名は特に記載がない限りKINENOTEに従った。
- 製作 - 星野和平
- 監督 - 伊藤大輔
- 脚本 - 伊藤大輔、成沢昌茂[3]
- 原作 - 川口松太郎 小説『明治一代女』
- 企画 - 津田勝二
- 撮影 - 鈴木博
- 美術 - 松山崇
- 音楽 - 伊福部昭
- 録音 - 矢野口文雄
- 照明 - 平岡岩治
- 編集 - 宮田味津三[2]

## キャスト
- 木暮実千代 - 叶家お梅[1]
- 北上彌太郎 - 沢村仙枝[2]
- 田崎潤 - 巳之吉[1]
- 杉村春子 - 「大秀」の女将お秀[1]
- 藤木の実 - 「大秀」の娘小吉[1]
- 二代目 市川小太夫 - 尾上梅寿郎[1]
- 三島雅夫[2]
- 殿山泰司 - 箱丁・平吉[1]
- 井上大助 - お梅の弟武彦[1]
- 横山運平[2]
- 相馬千惠子 - 柳橋芸者浜次[1]
- 宮川玲子 - 柳橋芸者信乃[1]
- 若杉須美子 - 柳橋芸者八重[1]
- 千明みゆき - 「稲舟」の主婦お絹[1]
- 浦辺粂子 - お梅の母お兼[1]
- 小林重四郎[2]
- 永井柳太郎[2]
- 芝田信 - 仙枝の男衆枝若[1]
- 寺島貢[2]
- 坪井哲 - 梅寿郎の男衆市助[1]
- 髙堂國典 - 「稲舟」の船頭源爺[2]
- 武田正憲[2] - 退役将軍
- 笈川武夫[2]
- 廣瀨康治[2]
- 髙村洋三[2]
- 小森敏[2]
- 菊地双三郎[2]
- 松廼家喜久平[2]
- 東京子 - 「稲舟」の少女お糸[1]
- 於島鈴子[2]
- 万代裕子[2]
- 井波静子[2]
- 西條茂代子[2]
- 田川惠子[2]
- 若宮清子[2]
- 今清水基二 - 「稲舟」の安三[1]
- 岡竜三[2]
- 川部守一[2]
- 山川朔太郎 - 箱丁・佐七[1]
- 秋山要之助[2]
- 島津猛 - 「稲舟」の若い者銀次[1]
- 築地博[2]
- 小坂眞一 - 頭取彦六[2]
- 水村民子 - 「箱市」の少女お次[1]
- 齊藤祥子[2]
- 髙倉惠美子[2]
- 柿市安代[2]
- 五月藤江[2]
- 浅野雪子[2]
- 髙橋一郎[2]
- 加藤章[2]
- 山本礼三郎 - 「彦市」の親方市蔵[1]

（劇中劇）
- 近江俊輔[2]
- 嵐一彌[2]
- 一重秀太郎[2]
- 中村喜昇[2]